# Eupithecia dayensis
Eupithecia dayensis es una especie de polilla de la familia Geometridae. La especie fue descrita por primera vez por Claude Herbulot habiendo sido descrita en 1983, con distribución en Yibuti. Son insectos nocturnos, por lo que sus predadores cazan de noche y a la cercanía de focos de luz.

## 
Los palpos se extienden más allá del ojo sólo una longitud igual a un tercio del diámetro del ojo. Los cilios de las antenas son de una longitud igual al espesor de la varilla de la antena. Por encima, las alas son de un color gris pálido. La fascia mediana de las alas anteriores y la mancha costal de la base de las mismas alas son de un marrón oscuro. La longitud del alerón delantero es de aproximadamente 10,5 milímetros (0,4 plg).